# Betriebszellen der Saefkow-Jacob-Gruppe
Dies ist eine Auflistung von Betriebszellen der Saefkow-Jacob-Gruppe. Die Tabelle erhebt keinen Anspruch auf Vollständigkeit.
Siehe auch:
- Allgemeine Informationen zur Saefkow-Jacob-Gruppe
- Mitglieder der Saefkow-Jacob-Organisation

| Betrieb                                                       | Stadt          | Stadtteil/Straße         | Mitglieder |
| ------------------------------------------------------------- | -------------- | ------------------------ | --- |
| AEG-Turbinenfabrik                                            | Berlin         | Moabit                   | Karl Müller, Wilhelm Leist, Richard Klotzbücher, Gustav Sadranowski, Wilhelm Bösch, Otto Lang, Walter Homann (? Rote Kapelle), Alfred Jamitzky, Herbert Langowski, Fritz Schwinzert, Erich Pohl, Franz Pieper, Gustav Kaufmann, Richard Piepenburg, VN:? Götz, Willi Tschorsch, Franz Moericke                           |
| AEG Wildau                                                    | Wildau         |                          | Richard Budach, Willi Paarmann, Georg Leichtmann |
| Altmärkische Kettenwerke                                      |                | Borsigwalde              | Erich Schaeffer, Hugo Kapteina |
| Argus Motoren Gesellschaft                                    | Berlin         | Reinickendorf            | Hans Ackermann, Erich Dawideit, Erwin Reisler, Alois Wiesen, Fritz Goltz, Walter Demant |
| Askania-Werke                                                 | Berlin         | Mariendorf und Weißensee | Erwin Kerber, Paul Junius, Hermann Wolff, Kurt Kujawicki, Paul Hirsch, Clemens Seifert, Karl Lade, Kurt Rühlmann, Walter Zimmermann, Stanislaus Szczygielski (auch FA. Possehl, Lichtenberg), Walter Lurat, Alfons Schmid, Fritz Werner, Hans Fischer, Walter Kühne, Gerhard Zeidler, Hans Schönfelder, Jacques Seintier |
| Erwin Auert                                                   | Berlin         |                          | Erwin Nöldner |
| Bergmann                                                      | Berlin         | Wilhelmsruh              | Waldemar Plotek |
| Bosse                                                         | Berlin         |                          | Reinhard Baum |
| Daimler-Benz AG                                               | Berlin, Wildau | Marienfelde und Wildau   | Bruno Braun, Paul Klimmek, Arthur Deutschmann |
| Deutscher Verlag/Ullstein                                     |                |                          | Wilhelm Selke, Rudolf Peter, August Mikutta |
| Hasse & Wrede                                                 | Berlin         | Marzahn                  | Werner Goethert, Willy Schumacher, Otto Jahn |
| Ernst Heinkel Flugzeugwerke                                   | Oranienburg    |                          | Karl Rudolf |
| Schweißerei Jacobi                                            | Berlin         |                          | Herbert Jacobi |
| G. Kärger Werkzeugmaschinenfabrik                             | Berlin         |                          | Erwin Hübenthal, Paul Albrecht, August Ditzell, Herbert Hirl, Bruno Lauermann, Otto Rosentreter |
| Knorr-Bremse AG                                               | Berlin         |                          | Max Eckert, Jahn Masek, Gustav Schlaupltz, Fritz Giersch,? Richard Weißensteiner |
| KWO                                                           | Berlin         |                          | Franz Schmidt, Georg Lehnig, Bruno Hämmerling, Judith Auer (?) |
| Ludwig Loewe & Co.                                            | Berlin         | Moabit                   | Gustav Boguslawski, Max Jacobi, Fritz Klemstein, Erich Janke, Hans Schulz, Paul Nowak, Gerhard Hildebrandt, Willy Kolbe, Otto Schwandt, Adolf Hofmann, Ernst Mehlhase, Kurt Sempf, Herbert Jacobi |
| Riedel Apparatebau                                            | Berlin         |                          | Werner Jurr |
| Schulze & Schneider Kabelwerk                                 | Berlin         |                          | Erich Mielke (1902–1945) |
| Schwarzkopf                                                   | Berlin         | Wedding                  | Arthur Magnor, Kurt Nast |
| Siemens-Planiawerke AG (später: VEB Elektrokohle Lichtenberg) | Berlin         | Lichtenberg              | Fritz Goll, Martin Hirschberg, Alfred Drüsener, Ernst Reinke, Paul Lerm, Paul Klemke, Hermann Stahlberg, Otto Hartmann |
| Firma Siemens-Apparate- und Maschinenbau GmbH                 | Berlin         | Marienfelde              | Kurt Klinke |
| Siemens Siemensstadt                                          | Berlin         | Spandau                  | Rudi Seiffert, Egmont Schultz |
| Siemens Werner Werk                                           | Berlin         | Spandau                  | Richard Wenzel, Paul Knorr |
| Stolzenberg                                                   | Berlin         | Reinickendorf            | Siegfried Forstreuter, Harry Harder, Max Sauer, Heinz Rottke, Erich Fähling, Karl Lüdtke, Waldemar Hentze |
| Teves                                                         | Berlin         | Wittenau                 | Herbert Splanemann, Heinz Drzymala, Otto Kroeger, Karl Fübinger |